# Gare de Kolaboui
La Gare de Kolaboui est une gare ferroviaire guinéenne située dans la ville carrefour de Kolaboui dans la préfecture de Boké. Elle est gérée par la Compagnie des bauxites de Guinée.

## Situation ferroviaire
La gare de Kolaboui est située près de la nationale N20 du côté est à Kolaboui.

## Histoire
La gare a été inaugurée en 1973.

## Services des  voyageurs

### Accueil
La gare dispose d'une cour et salle d'attente pour les voyageurs, avec guichet, ouvert tous les lundis, jeudis et samedis avant d'être interrompue en 2018 pour cause de la surcharge des trafics sur le chemin de fer.

### Desserte
Le train qui quitte la ville de Kamsar en direction de Sangarédi, elle fait un arrêt à la gare de Kolaboui à l'aller vers 10h et en retournant le soir vers 18h.